# Aran (Syria)
Aran (arab. عران) – miejscowość w Syrii, w muhafazie Aleppo. W 2004 roku liczyła 4135 mieszkańców.